# Козлы (Краснинский район)
Козлы — деревня в Краснинском районе Смоленской области России. Входит в состав Малеевского сельского поселения. До 5 июня 2017 года входила в состав Глубокинского сельского поселения.
Население — 2 жителя (2007 год).

## География
Расположена в западной части области в 16 км к северо-западу от Красного, в 3 км южнее автодороги М1 «Беларусь», на берегу реки Моховка. В 3 км северо-западнее деревни расположена железнодорожная станция О.п. 478-й км на линии Москва — Минск.

## История
В годы Великой Отечественной войны деревня была оккупирована гитлеровскими войсками в июле 1941 года, освобождена в сентябре 1943 года.